# Schiffsmaschine

Das Schiff Die Weser gilt als das erste von einem deutschen Schiffbauer gebaute und einem deutschen Reeder betriebene Dampfschiff.

Schiffsmaschinen oder Schiffsmotoren sind Dampfmaschinen, Dampfturbinen, Dieselmotoren und Gasturbinen, die den über Jahrtausende für Schiffe genutzten Windantrieb mittels Segel seit Beginn des 19. Jahrhunderts zunehmend ersetzen. Kriterien für die Auswahl des Antriebs sind:
- Wirkungsgrad: Die ersten Dampfmaschinen erreichten weniger als 1 % Wirkungsgrad und konnten kaum mit Segelschiffen konkurrieren.
- Leistungsdichte (kw/kg): Gasturbinen sind leicht und preiswert, haben aber wegen des geringeren Wirkungsgrades einen höheren Verbrauch als Dieselmotoren.
- Brennstoffkosten: Dampfturbinen fahren mit allem, was Wasser erhitzen kann, also auch mit Industrieabfällen
- Verfügbarkeit: Ein Flettner-Rotor wirkt, wie ein Segel, nur bei Wind und versagt bei Flaute.
- Reichweite: Ein nuklear getriebener Eisbrecher muss seine Fahrten während der Saison nicht zum Bunkern unterbrechen.

## Geschichte
Im Jahr 1819 überquerte die Savannah den Atlantik von New York nach Liverpool zum Teil noch unter Segeln und zum Teil mit Maschinenkraft. Mit dieser Fahrt der Savannah war der Beweis für die Zweckmäßigkeit einer Antriebsmaschine für Seeschiffe erbracht – es begann das Maschinen-Zeitalter für die Schiffe, wenn auch nach 1900 noch große Tiefwassersegler gebaut wurden. Als Antriebsorgan der maschinengetriebenen Schiffe diente zunächst das Schaufelrad, das sich im rauen Nordatlantik jedoch nicht bewährte. Ab 1860 setzte sich der Propeller durch. Die Schiffsmaschine hat in der kurzen Zeit ihres Bestehens eine grundlegende Wandlung des Schiffbaues und der Schifffahrt bewirkt. Die Konstruktion der Schiffe, ihre Geschwindigkeit und Wirtschaftlichkeit wurden nachhaltig von ihr beeinflusst. Obwohl heutige Handels- oder Marineschiffe ohne Maschinenanlage nahezu undenkbar sind, findet man in einzelnen Regionen Südostasiens noch einzelne gewerblich genutzte Segelschiffe ohne Schiffsmaschine und forscht weiter am Segel als Hilfsantrieb für Schiffe, wie aktuelle Entwicklungen der Harburger Firma SkySails oder Enercon zeigen.

### Dampfschiffe

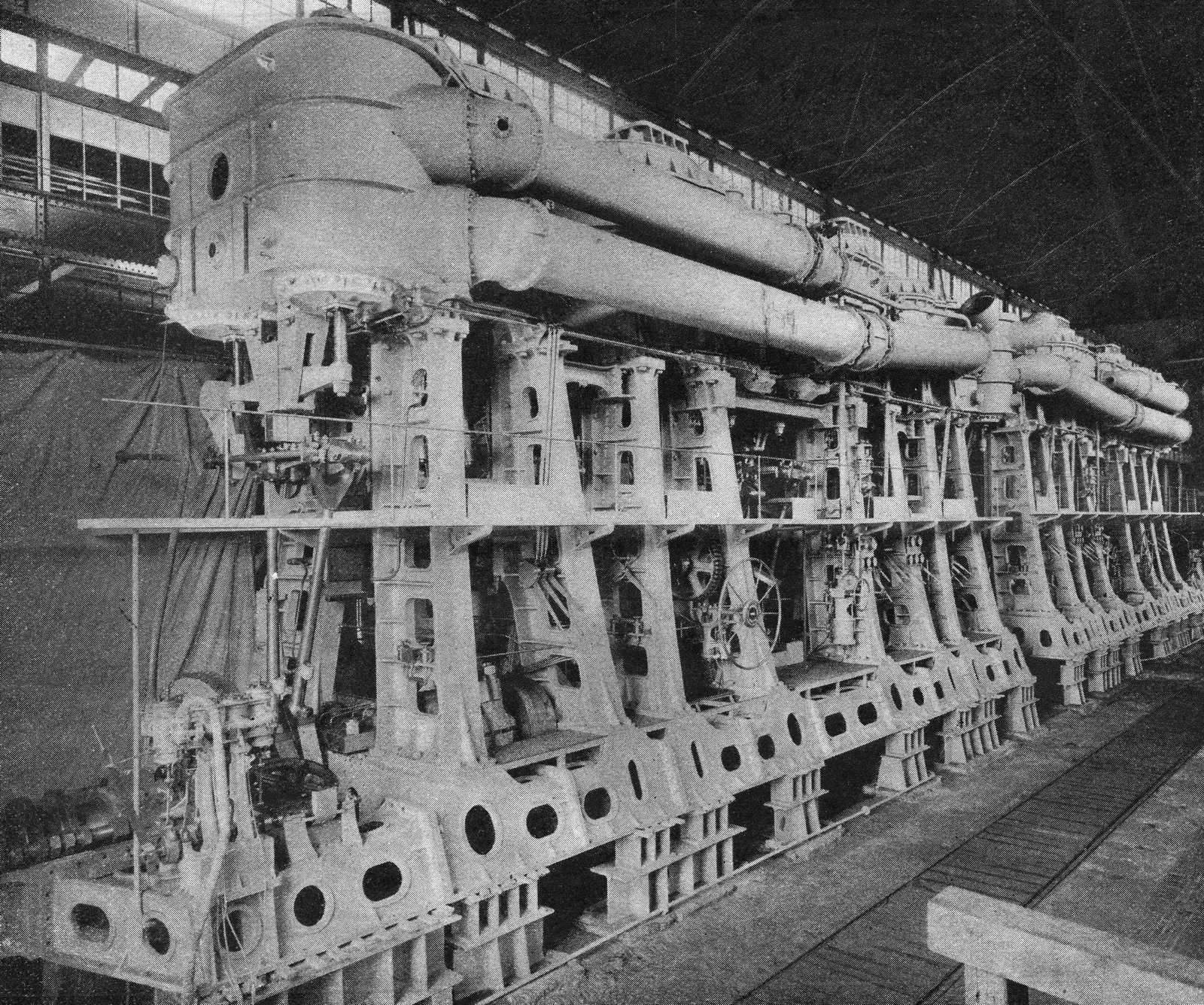
Eine der zwei Antriebsmaschinen der Deutschland (1900), 35.000 PS

#### Dampfmaschinen
Es dauerte nahezu 200 Jahre, bis die erste Idee, eine Kraftmaschine zum Antrieb eines Schiffes zu verwenden, zu einer brauchbaren Lösung führte und zum Vortrieb eines Seeschiffes, der Savannah, genutzt wurde. Die folgenden 180 Jahre dienten vor allem der Verbesserung der Maschinen hinsichtlich der Betriebssicherheit, der Wirtschaftlichkeit und der Bedienung. Während der ersten 100 Jahre bis um 1910 beherrschte die Kolbendampfmaschine in vielen verschiedenen Arten und Formen fast ausschließlich das Feld. Es wurden zuerst Maschinen mit oszillierenden Zylindern, später Kreuzkopfmaschinen mit einfacher und dann mit mehrfacher Dampfdehnung (Drei- bzw. Vierfach-Expansionsmaschinen) gebaut.
Bei dem ersten von Deutschen gebauten Dampfschiff Die Weser leistete die Anlage 14 PS, hatte einen spezifischen Kohlenverbrauch von etwa 8½ kg/PSh, entsprechend einem thermischen Wirkungsgrad um 1 % und einem Leistungsgewicht um 1000 kg/PS. In der Zeit zwischen 1900 und 1910 – also etwa 100 Jahre nach dem Bau der ersten Schiffsdampf-Maschine – erreichten die Kolbendampfmaschinen ihren Höhepunkt als Antriebsmaschinen für Seeschiffe.

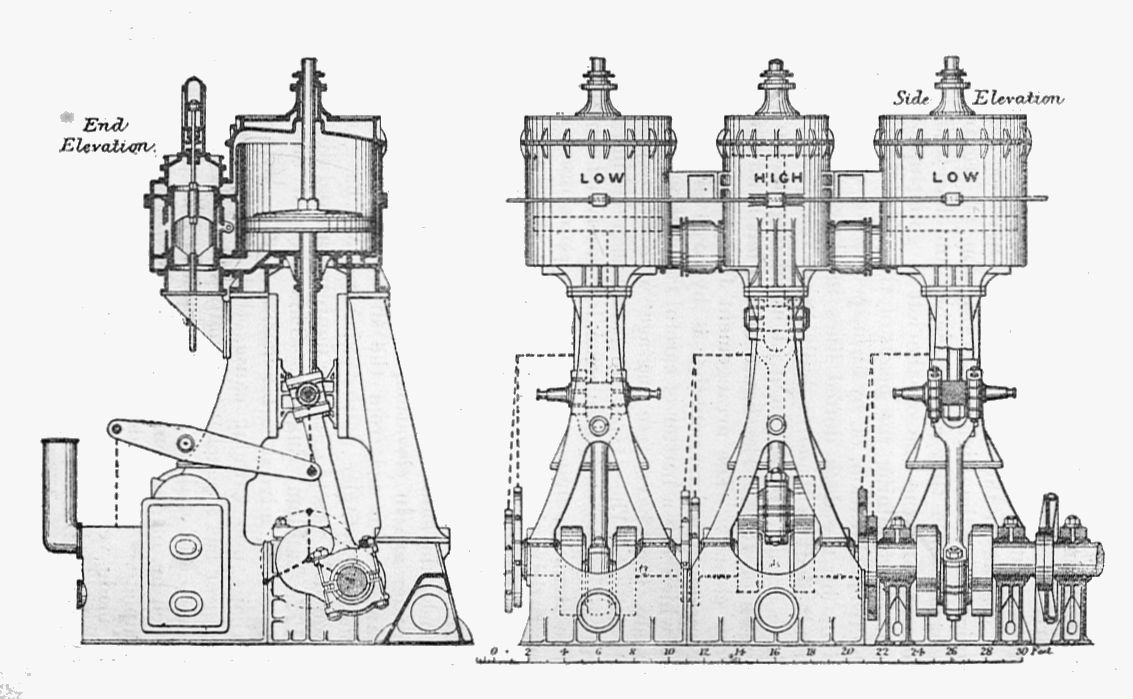
Dreifach-Expansionsmaschine

Die großen Schnelldampfer wurden mit Maschinenleistungen um 2× 20.000 PS gebaut. Der Kohlenverbrauch dieser Maschinen lag nur noch bei etwa 0,75 kg/WPSh, entsprechend einem thermischen Wirkungsgrad von 13 %.
Jede Wache zogen 50 Heizer und Trimmer in den Kesselraum. Fast 30 Zentner Kohle wurde von jedem Heizer pro Wache verfeuert. Die Trimmer schafften die Kohlen heran und sorgten für den Abtransport der Schlacke. Wohl war damit der Höhepunkt der Kolbendampfmaschine erreicht, doch wurden Antriebsanlagen für Seeschiffe mit Dampfmaschinen noch bis in die 1950er Jahre gebaut.

#### Dampfkessel

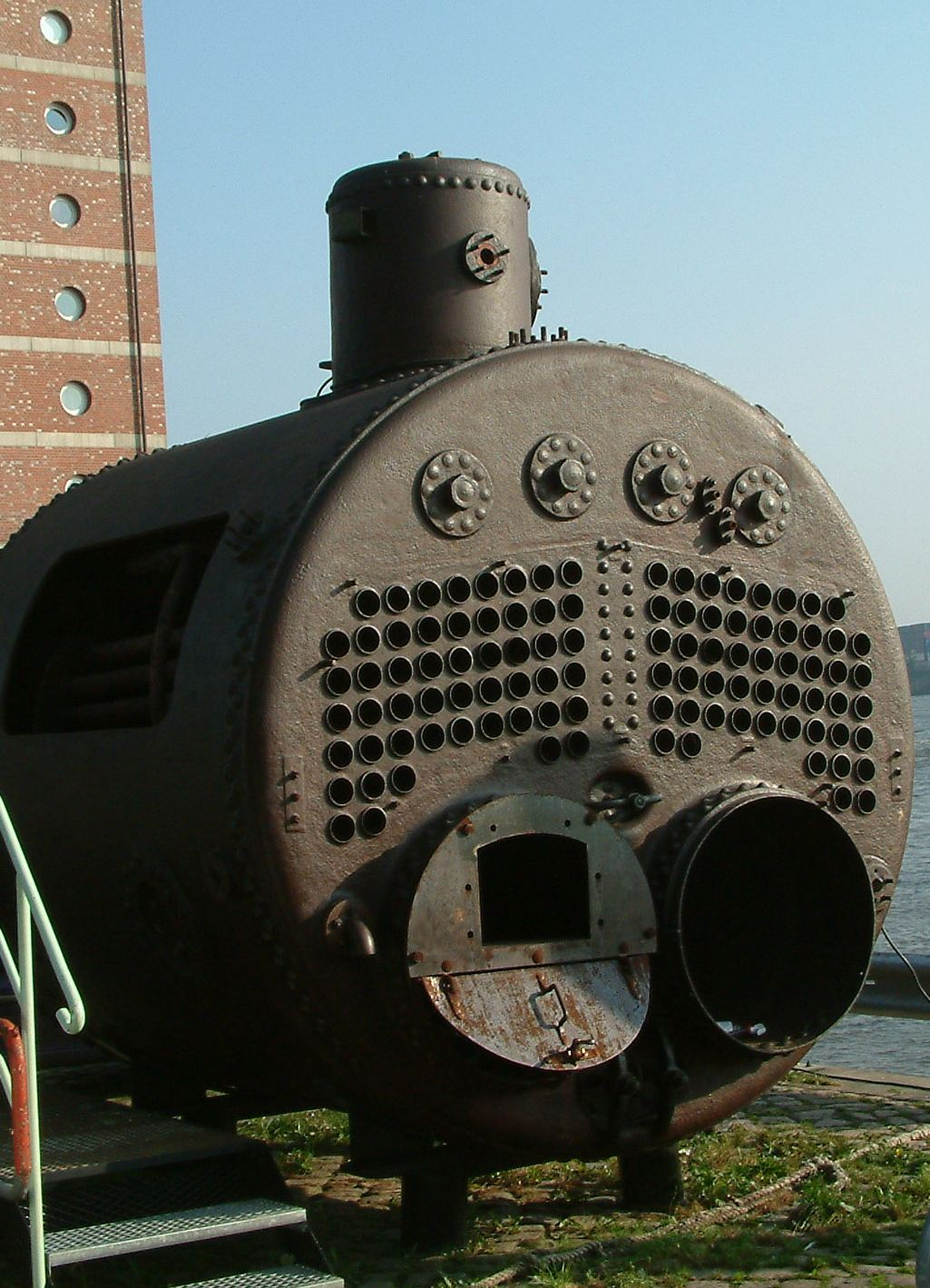
Flammrohrkessel

Die Kesselentwicklung hatte zunächst nur sehr langsame Fortschritte gemacht. Die anfangs üblichen Kofferkessel gestatteten nur Dampfdrücke bis 2 bar. Erst mit der Entwicklung der Oval- und später der Zylinderkessel konnte man höhere Dampfdrücke anwenden. Bei den Zylinderkesseln setzte sich der einfache und robuste Schottische Kessel so durch, dass man ihn während mehrerer Jahrzehnte schlechthin als „Schiffskessel“ bezeichnete. Die Kessel wurden anfangs nur mit Kohle beheizt, die Ölfeuerung wurde 1897 erstmals bei einem russischen Marineschiff eingesetzt. Der Einsatz der Treibstoffe erfolgte nicht nur nach wirtschaftlichen und technischen Gesichtspunkten. Es spielte auch nationales Autarkiedenken eine Rolle, und es fehlten häufig genügend Heizer, obwohl Kohle vielfach billiger war.
Der empfindliche Wasserrohrkessel mit deutlich höherem Dampfdruck und Temperaturen konnte sich dagegen zunächst noch nicht behaupten, obgleich er verschiedentlich an Bord von Schiffen, vor allem auf Marineschiffen, eingebaut wurde. Der Durchbruch für diesen Kesseltyp kam vor allem durch die Ölfeuerung und mit den Einbau von Dampfturbinen. Eine besonders anspruchsvolle und interessante Entwicklung im Schiffskesselbau war der Bensonkessel, der zuerst auf der Uckermark der HAPAG mit einer Antriebsleistung von 6000 PS eingesetzt wurde. Mit über 225 bar im Kessel und 70 bar und 460 °C vor Turbine war es ein sogenannter Höchstdruckkessel, der einen um 17 % höheren Wirkungsgrad gegenüber vergleichbaren Schiffskesseln erzielte.

#### Dampfturbinen

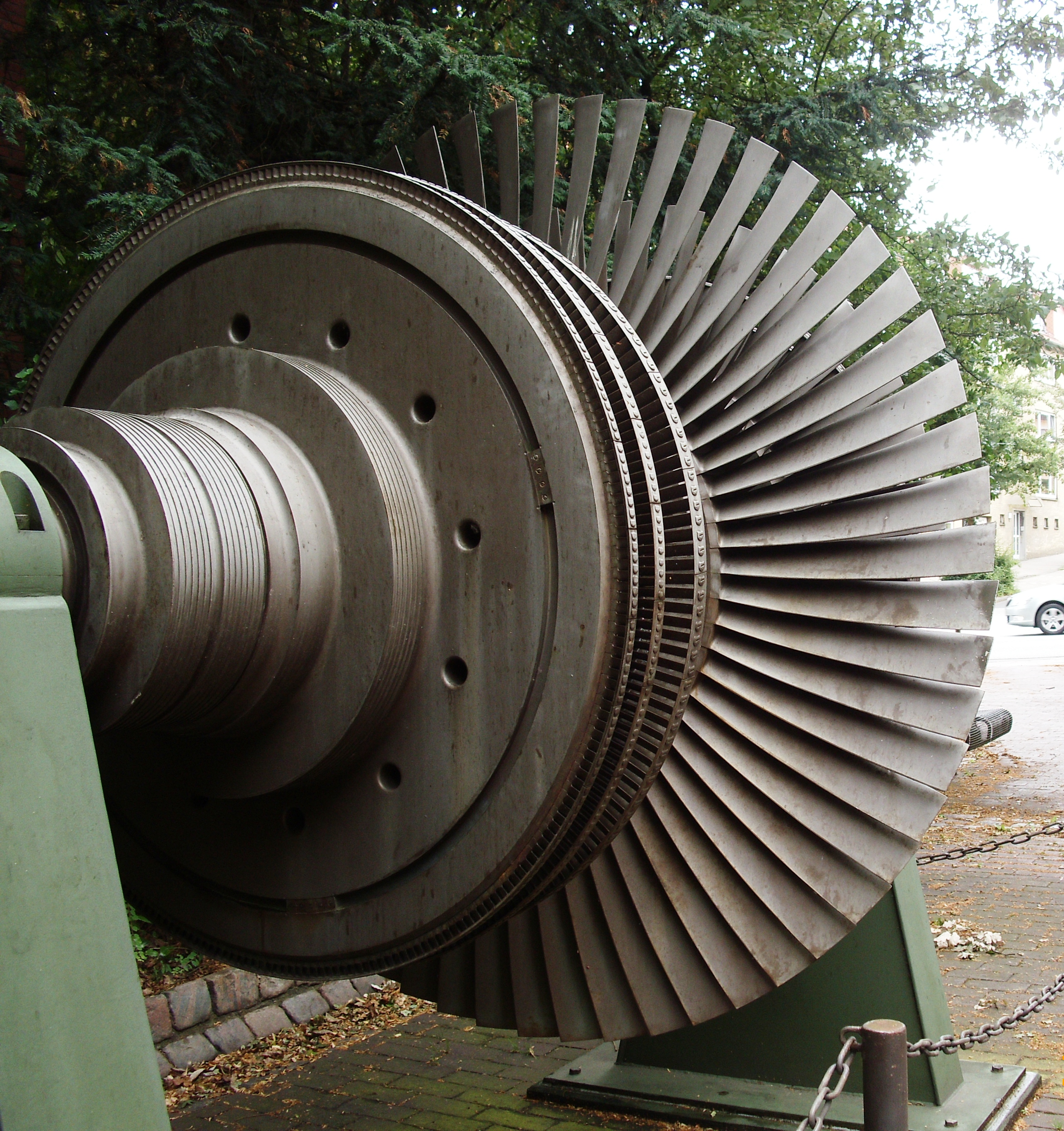
Rotor einer Schiffs-Dampfturbine

In der Handelsschifffahrt, besonders in der Transatlantikfahrt mit Schnelldampfern und bei den Marineschiffen wurden immer höhere Schiffsgeschwindigkeiten gefordert. Für ein Schiff steigt der Leistungsbedarf etwa mit der 3. Potenz der Geschwindigkeit an. Die Antriebe der Schnelldampfer mit Kolbendampfmaschinen stießen um die Jahrhundertwende an technische Grenzen, da sich höhere Leistungen nur noch durch den Einbau von mehreren Dampfkolbenmaschinen realisieren ließen. Die Einzelleistungen lagen bei 15.000–17.000 PS, es wurden zwei oder vier Dampfmaschinen eingebaut und es wurde viel Platz und Gewicht für die Kessel, Maschinen und Kohle benötigt. Die Vibrationen dieser Riesenmaschinen waren schwer zu beherrschen; der Schnelldampfer Deutschland, der 1900 das Blaue Band gewann, hieß beim internationalen Reisepublikum „Cocktail Shaker“. Die Forderungen nach höheren Leistungen auf kleinem Raum und mit niedrigerem Gewicht führte zur Entwicklung und Einsatz der Dampfturbinen. Die Dampfturbine ist eine Strömungsmaschine; Dampf strömt in der Turbine durch ein Laufrad und treibt dieses vergleichbar einer Wasserturbine an – im Gegensatz zur Kolbenmaschine, worin der Dampfdruck auf der Kolbenfläche eine Kraft erzeugt, die über oszillierende, Vibrationen verursachende Kolbenbewegung und das Triebwerk über Pleuel und Kurbelzapfen in rotierende mechanische Energie umgesetzt wird. Die erste betriebsfähige Dampfturbine wurde 1883 von de Laval gebaut. Bereits ein Jahr später stellte Parson eine Dampfturbine in anderer Bauweise vor.

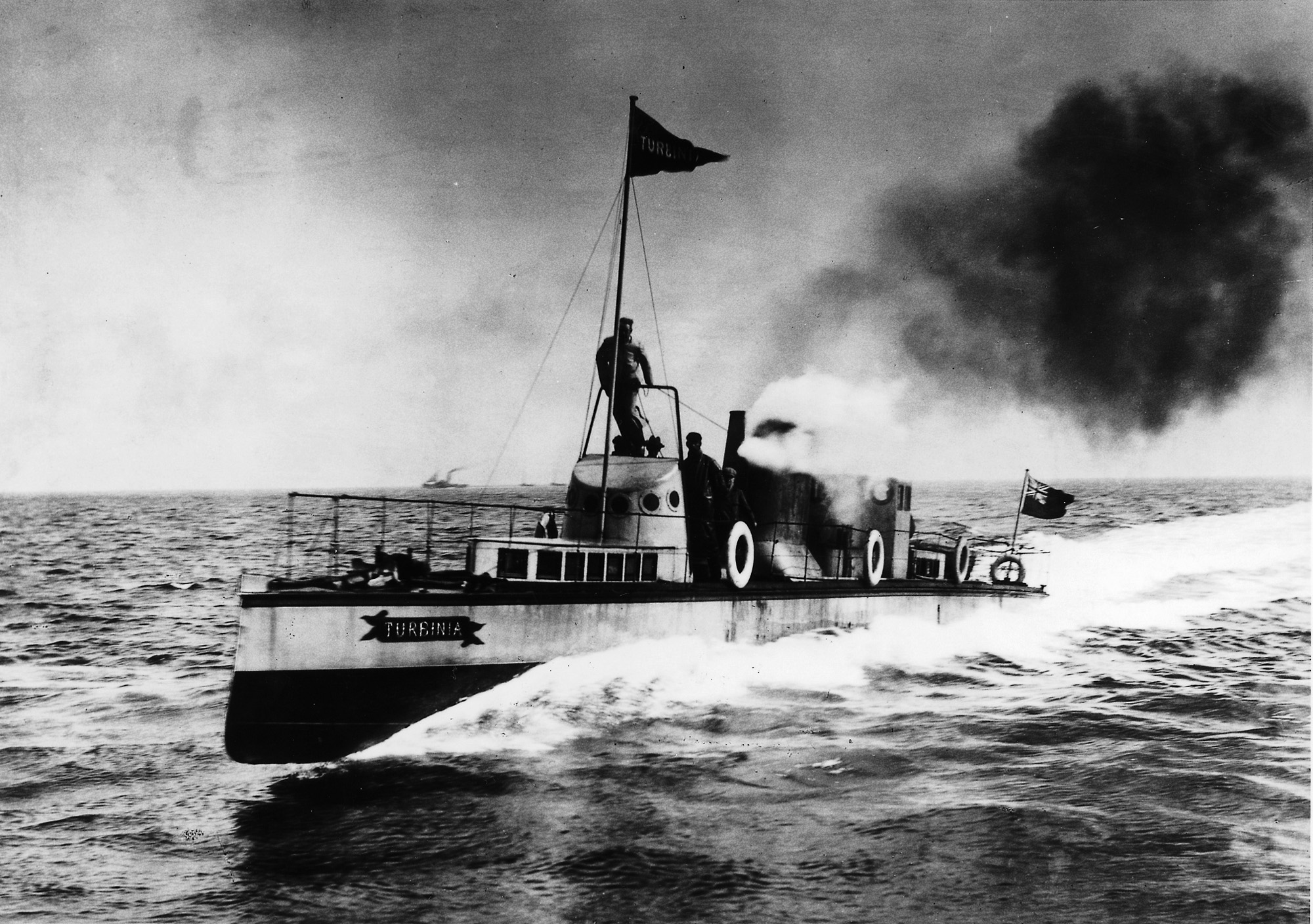
Die Turbinia war 1897 das erste Schiff mit Dampfturbinenantrieb

Turbinen benötigen hohe Umfangsgeschwindigkeiten, das heißt hohe Drehzahlen, damit gute Wirkungsgrade erreicht werden können. Für einen Propellerantrieb werden zur Erzielung hoher Wirkungsgrade aber niedrige Drehzahlen angestrebt. Um die Jahrhundertwende standen noch keine leistungsfähigen Untersetzungsgetriebe zur Verfügung, daher war hier ein Kompromiss nötig. Die ersten Turbinenanlagen wurden ohne Getriebe ausgeführt. So erhielt der Schnelldampfer Imperator der Hamburg-Amerika Linie, gebaut 1912 (Vulcan Werke, Hamburg) vier Turbinen, die direkt mit je einer Propellerwelle verbunden waren. Die Gesamtleistung betrug 60.000 WPS bei einer Drehzahl von 175/min. Für die Dampferzeugung waren 46 Wasserrohrkessel erforderlich, die mit dem Kesseldruck von 17 bar ausgelegt waren. Da Turbinen nur für eine Drehrichtung geeignet sind, ist für die Rückwärtsfahrt noch eine weitere Turbine, die Rückwärtsturbine, notwendig. Da die Antriebsanlagen auf „Zurück“ nur im Hafen für kurze Zeit betrieben werden, sind Rückwärtsturbinen einfache Turbinen mit niedrigem Wirkungsgrad (meistens zweistufige Curtis-Räder), die nur etwa 40 % der Vorausleistung erzeugen können.
Wegen der anfangs nicht vorhandenen Getriebe wurden auch turbo-elektrische Antriebe gebaut, die sich für die Rückwärtsfahrt elektrisch umsteuern ließen. Eine weitere Möglichkeit war der Einbau von Föttinger-Transformatoren. Erst die Entwicklung von leistungsfähigen Schiffsgetrieben und Hochdruckkesseln führte zum Durchbruch des Turbinenantriebes. Diese Anlagen wurden für extrem hohe Leistungen ausgeführt, sie hatten ein geringeres Leistungsgewicht als Dampfmaschinen oder eine entsprechende Anzahl von Dieselmotoren und benötigten weniger Platz. Sie waren vor dem Zweiten Weltkrieg der ideale Antrieb für große schnelle Frachtschiffe und Passagierschiffe, ab 1950 auch für große Tanker und Supertanker und ab 1967 für große schnelle Containerschiffe.
Turbinenanlagen konnten zwar nicht den hohen Wirkungsgrad des Dieselmotors erreichen, sie waren aber sehr zuverlässig, hatten lange Wartungsintervalle und verursachten nur geringe Reparaturkosten. Der höhere Brennstoffverbrauch war von geringerer Bedeutung, da als Brennstoff für die Kessel sehr schweres Heizöl ausreichte, das billig war. Mit der Ölkrise 1973 stieg der Preis für schwere Bunkeröle innerhalb kurzer Zeit stark an, die Anlagen wurden unwirtschaftlich. Eine Fahrt mit reduzierter Leistung, um Kraftstoffkosten einzusparen, ist bei Turbinenanlagen wenig sinnvoll, da sich bei Turbinenanlagen der Wirkungsgrad bei reduzierter Leistung stark verschlechtert. Der Dieselmotor bot eine Alternative, er war zwischenzeitlich in der Leistung erheblich gesteigert worden und mit technischen Zusatzeinrichtungen ebenfalls in der Lage, billiges Schweröl zu verbrennen.
Auch auf schnellen Marineschiffen wurden Dampfturbinen während der 60er und 70er Jahre ersetzt. (Köln-Klasse (1961) in Deutschland mit Baubeginn 1957, Amazon-Klasse (1971) in Großbritannien, Spruance-Klasse, Oliver-Hazard-Perry-Klasse in den USA.) Heute werden Dampfturbinen nur noch in nuklear angetriebene Marineschiffe eingebaut. Auch bei Supertankern und Containerschiffen der 5. und 6. Generation werden heute zum Antrieb Dieselmotoren eingesetzt. Gastanker sind in der Schifffahrt zusammen mit Marineschiffen und Nuklear-Eisbrechern einer der wenigen verbliebenen Einsatzbereiche. Da ständig ein geringer Teil der Ladung, Flüssiggas, verdampft, wird dieses Boil-off-Gas als Kesselbrennstoff verwendet; seine Nutzung unterwegs spart die sonst notwendige Rückverflüssigungsanlage ein. Seit 2000 werden jedoch auch Schiffsdieselmotoren entwickelt, die mit gasförmigen und flüssigen Brennstoffen betrieben werden können.

### Dieselmotor

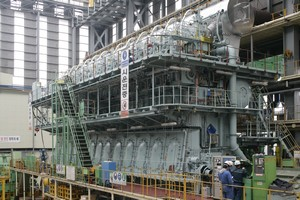
Großer Zweitakt-Dieselmotor zum Schiffsantrieb

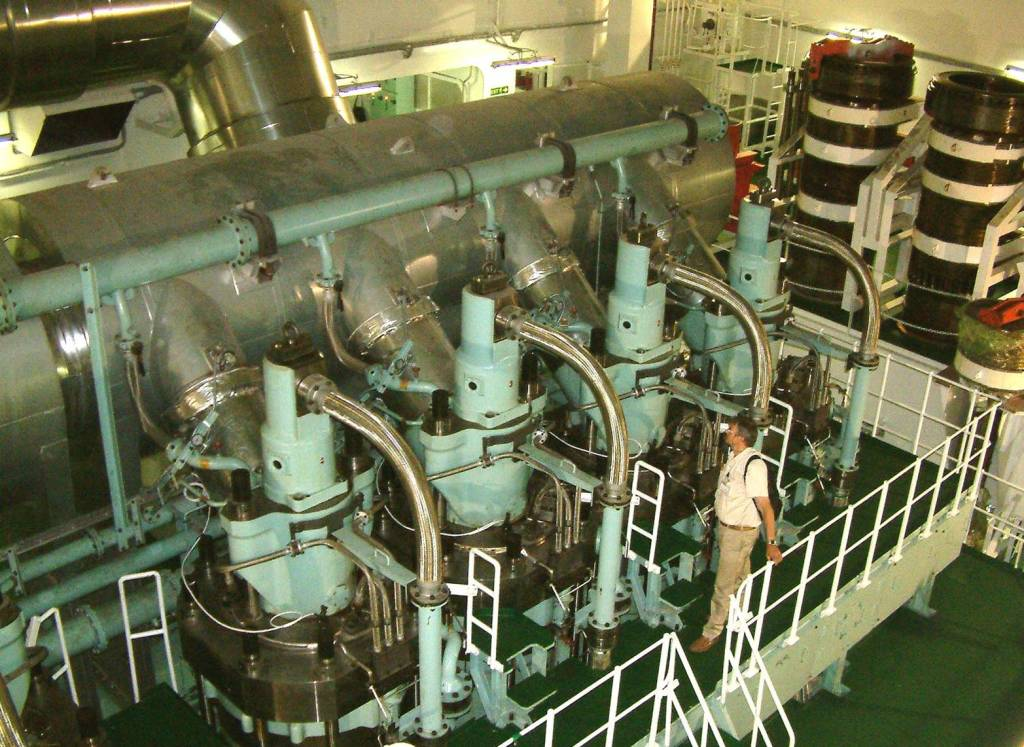
Zylinderstation eines Zweitakt-Dieselmotors für ein großes Containerschiff

Die Dampfmaschine hatte um 1900 ihren Höhepunkt erreicht, für Marineschiffe und schnelle Handelsschiffe wurde inzwischen die Dampfturbine zunehmend eingebaut. Zu dieser Zeit wurde ein weiterer mechanischer Antrieb für die Schifffahrt zur Anwendung gebracht, der Dieselmotor. Hatte es bei der Dampfmaschine von ihren Anfängen bis zum Einbau in ein Seeschiff 200 Jahre gedauert, so waren es beim Dieselmotor nur 20 Jahre von der Patent-Anmeldung bis zur Indienststellung des weltweit ersten Seeschiffes mit Diesel-Motorantrieb. Die Entwicklung begann bei MAN mit zwei Versuchsmotoren und einem ersten betriebsfähigen Motor. Über einige russische Flussschiffe wie die Vandal und einen kleinen niederländischen Küstentanker Vulcanus (1910) der Shell mit Dieselantrieb führte sie im Februar 1912 bei Burmeister & Wain in Kopenhagen zum dänischen Seeschiff Selandia. Als erstes deutsches Seeschiff mit Dieselmotor gilt die Christian X (ex Fionia), ein Schwesterschiff der Selandia. Dieses Frachtschiff wurde 1912 von Albert Ballin der HAL angekauft und unter deutscher Flagge eingesetzt. Die ersten in Deutschland gebauten Handelsschiffe mit Dieselmotoren waren die Monte Penedo (1912, Bauwerft Howaldtswerke) für die Hamburg Süd und die Secundus (1913, Bauwerft Blohm & Voss) für die HAPAG.
Der Erste Weltkrieg förderte die Entwicklung der Schiffsdieselmotoren, die als Überwasser-Antriebsmaschinen auf U-Booten verwendet wurden. MAN und Krupp erhielten von der Marine den Auftrag, einen doppeltwirkenden 2-T-Dieselmotor mit 2000 PS Zylinderleistung zu entwickeln. Nach dem Krieg wurden dann zunächst einige Schiffe mit kleinen und mittleren Leistungen bis etwa 6000 PS mit Dieselmotoren ausgerüstet. Der Brennstoffverbrauch der Schiffsdieselmotoren lag mit 0,190 kg/PSh niedriger und der Wirkungsgrad mit 35 % erheblich höher als bei Schiffsdampfanlagen. Allerdings ist der Aufwand bezüglich der notwendigen Schiffshilfssysteme für den Betrieb der Dieselmotoren deutlich größer. Kurz vor dem Zweiten Weltkrieg verteilten sich die Maschinenarten etwa wie folgt:

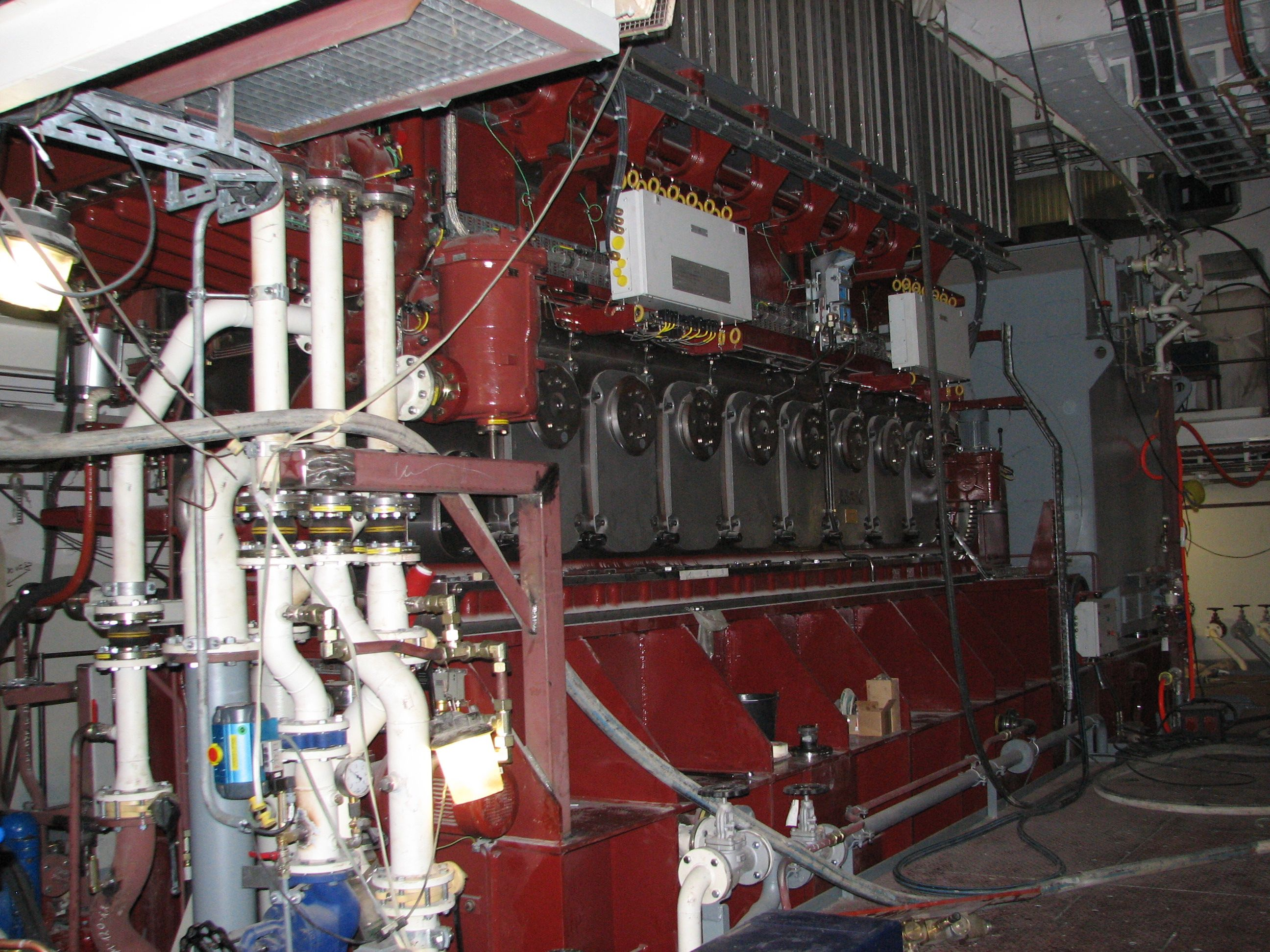
4-Takt-Hauptmotor

- kleine Leistungen bis 1.500 PS: Dieselmotoren oder Kolbendampfmaschine
- mittlere Leistungen 1.500–5.000 PS: Dieselmotoren
- größere Leistungen 5.000–15.000 PS: Dieselmotoren oder Dampfturbinen
- große Leistungen über 15.000 PS: Dampfturbinen

Nach dem Zweiten Weltkrieg verschoben sich die Verhältnisse stark zugunsten des Dieselmotors. Es gelang, in den Motoren billige Schweröle zu verbrennen und bei den Zweitakt-Dieselmotoren sehr große Zylinderleistungen zu erzielen, von 2000 über 4000 PS pro Zylinder um 1970 bis zu 7800 PS/Zylinder heute bei einem Verbrauch von 0,128 kg/PSh, entsprechend einem Wirkungsgrad von 50 %. Die hohen Wirkungsgrade des Motors und der niedrige Preis des Schweröls haben dazu geführt, dass der Dieselmotor heute die Dampfturbine aus allen Leistungsbereichen verdrängt hat, obgleich mit einer aufwändigen Schweröl-Aufbereitungsanlage zusätzliche Schiffshilfssysteme notwendig werden sowie vermehrte Instandhaltungsarbeiten erforderlich sind.

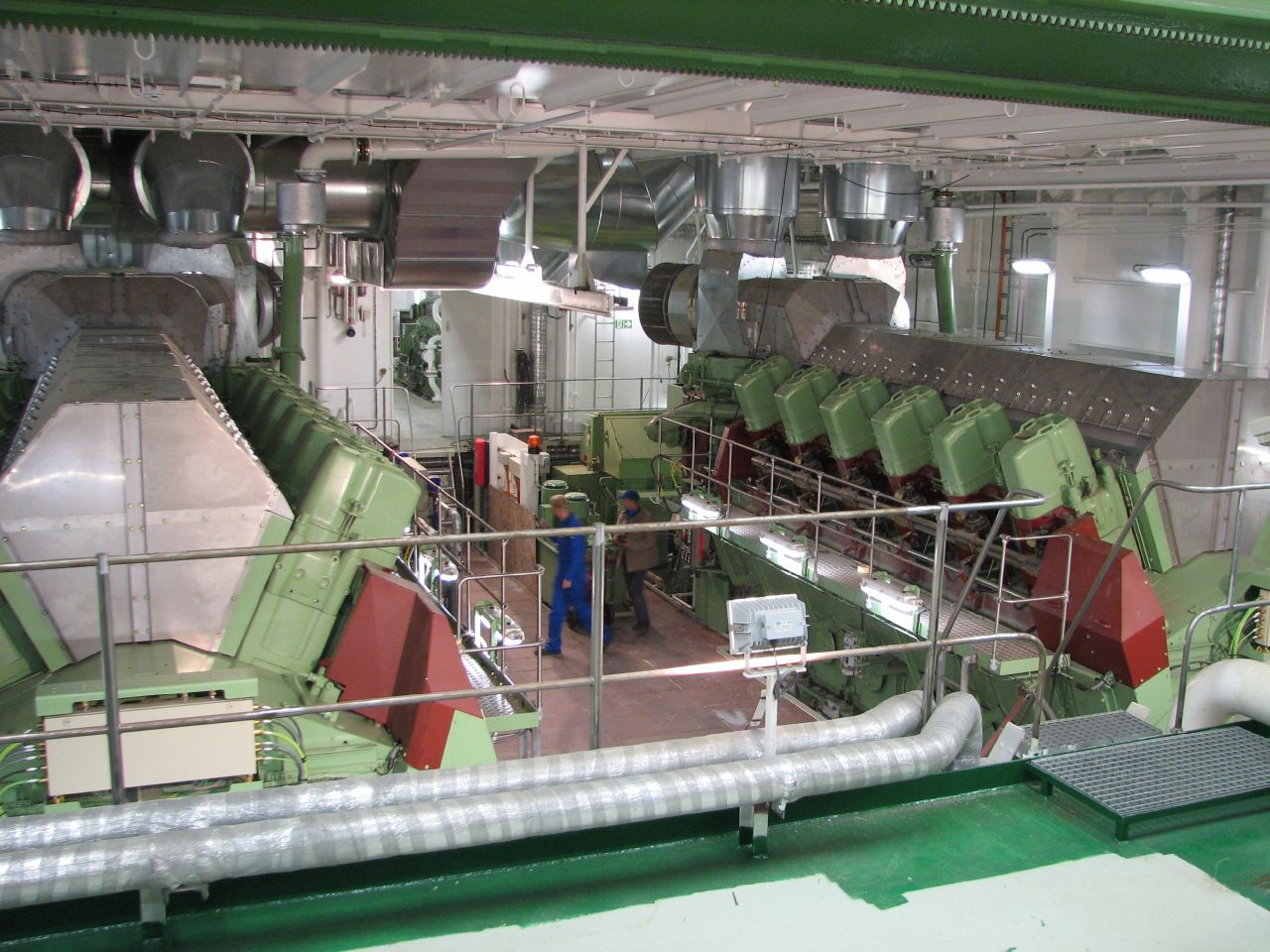
Schiffsmaschinenraum mit zwei 4-Takt-Hauptmotoren

Der Dieselmotor dringt in das Gebiet größter Leistungen vor. Die Vergrößerung des Zylindervolumens sowie die Abgasturboaufladung haben es bei den großen Zylinderleistungen ermöglicht, dass mit einem 12-Zylinder-Motor eine Leistung um 93.400 PS oder 68.700 kW erreicht wird. Diese Schwerölmotoren sind heute zuverlässige Antriebsmaschinen. Das geht schon daraus hervor, dass die meisten Schiffe heute nur noch mit einem Hauptmotor ausgerüstet werden. Ihre Bedienung und Instandhaltung erfordert jedoch geschultes Personal mit Spezialkenntnissen.
Neben diesen langsamlaufenden Zweitakt-Motoren werden in den mittleren Leistungsbereichen vermehrt mittelschnelllaufende Viertakt-Dieselmotoren eingesetzt. Wurden diese Motoren früher vor allem als Generatorantrieb für die elektrische Bordnetzversorgung genutzt, so werden diese Maschinen, inzwischen ebenso schwerölgeeignet, auch als Hauptantrieb eingebaut. Verbunden über Getriebe können derartige Mehrmotorenanlagen große Leistungsbereiche abdecken. Da sie weniger Platz benötigen und niedriger bauen, sind sie sehr gut geeignet für Passagier-, Fähr- und RoRo-Schiffe.

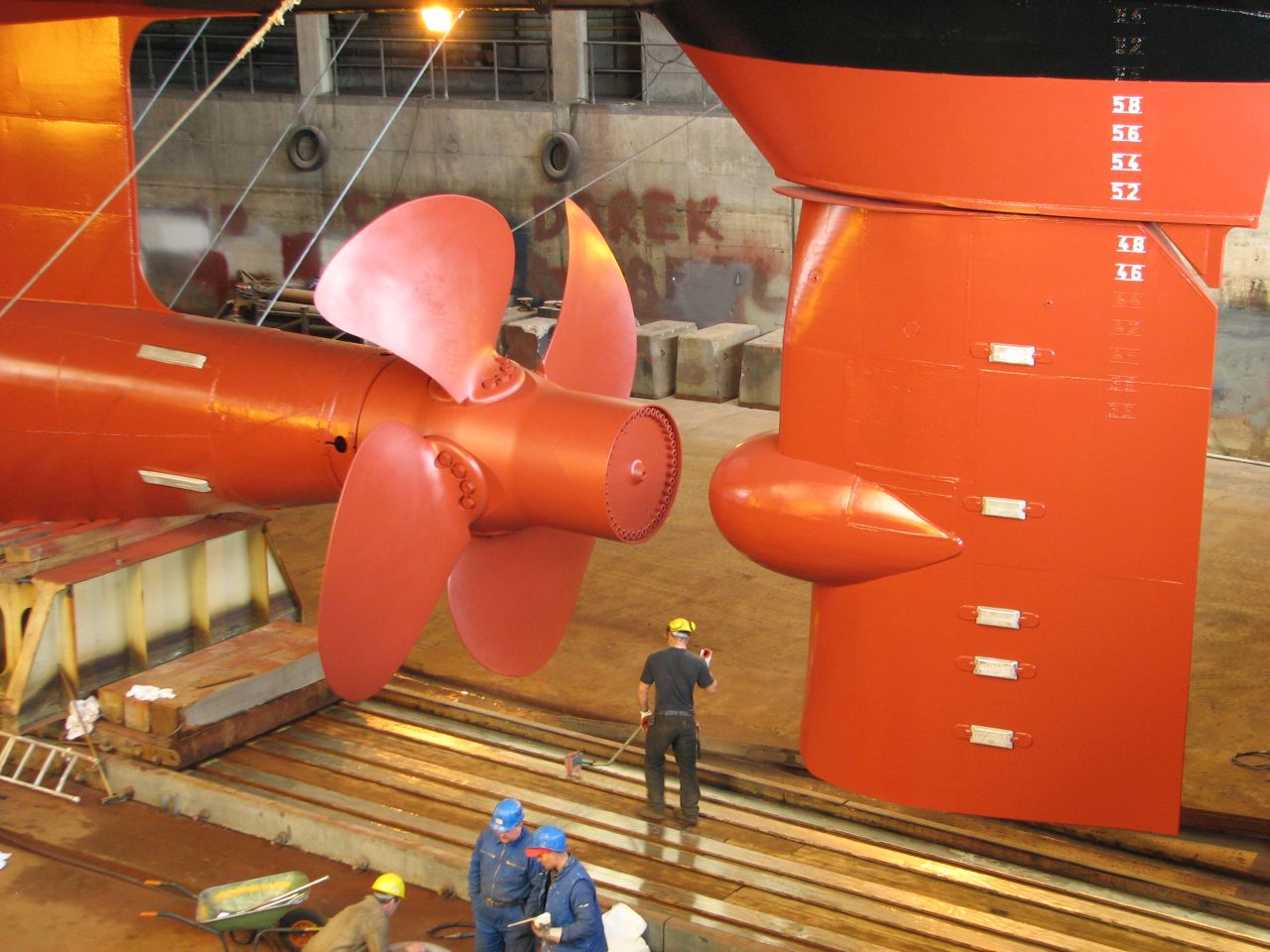
Ruder und Propeller eines Fährschiffes

Schnell laufende Dieselmotoren wurden ursprünglich nur in Motoryachten und kleinen Marineschiffen eingebaut, erforderten jedoch einen hohen Wartungsaufwand. Inzwischen haben diese Motoren eine gewisse Robustheit bei Leistungen bis zu 7.500 kW oder 10.000 PS erreicht. Derartige Motoren sind daher wegen ihrer Leistungsdichte heute der Hauptantrieb bei vielen Marine-, Sonder- und Mehrrumpf-Schiffen. Auf sehr schnellen Passagierfähren mittlerer Größe mit Geschwindigkeiten bis 40 Knoten finden schnell laufende Dieselmotoren ein großes Einsatzgebiet, und bei den großen Schnellfähren werden sie zum Teil eingesetzt (zum anderen Teil Gasturbinen).

### Elektrische Propellerantriebe

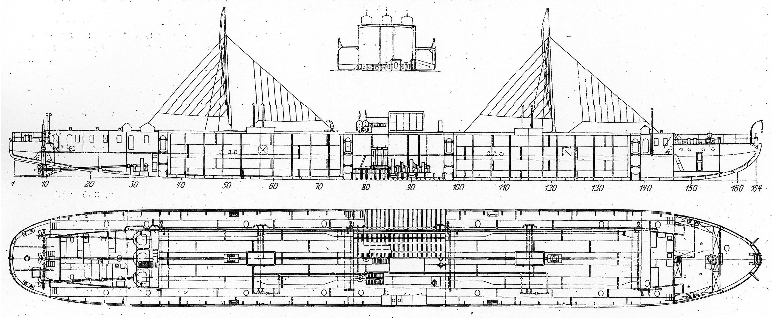
Die Ssarmat, ein Schwesterschiff der Vandal (Bild) gilt als das erste Schiff mit dieselelektrischem Antrieb

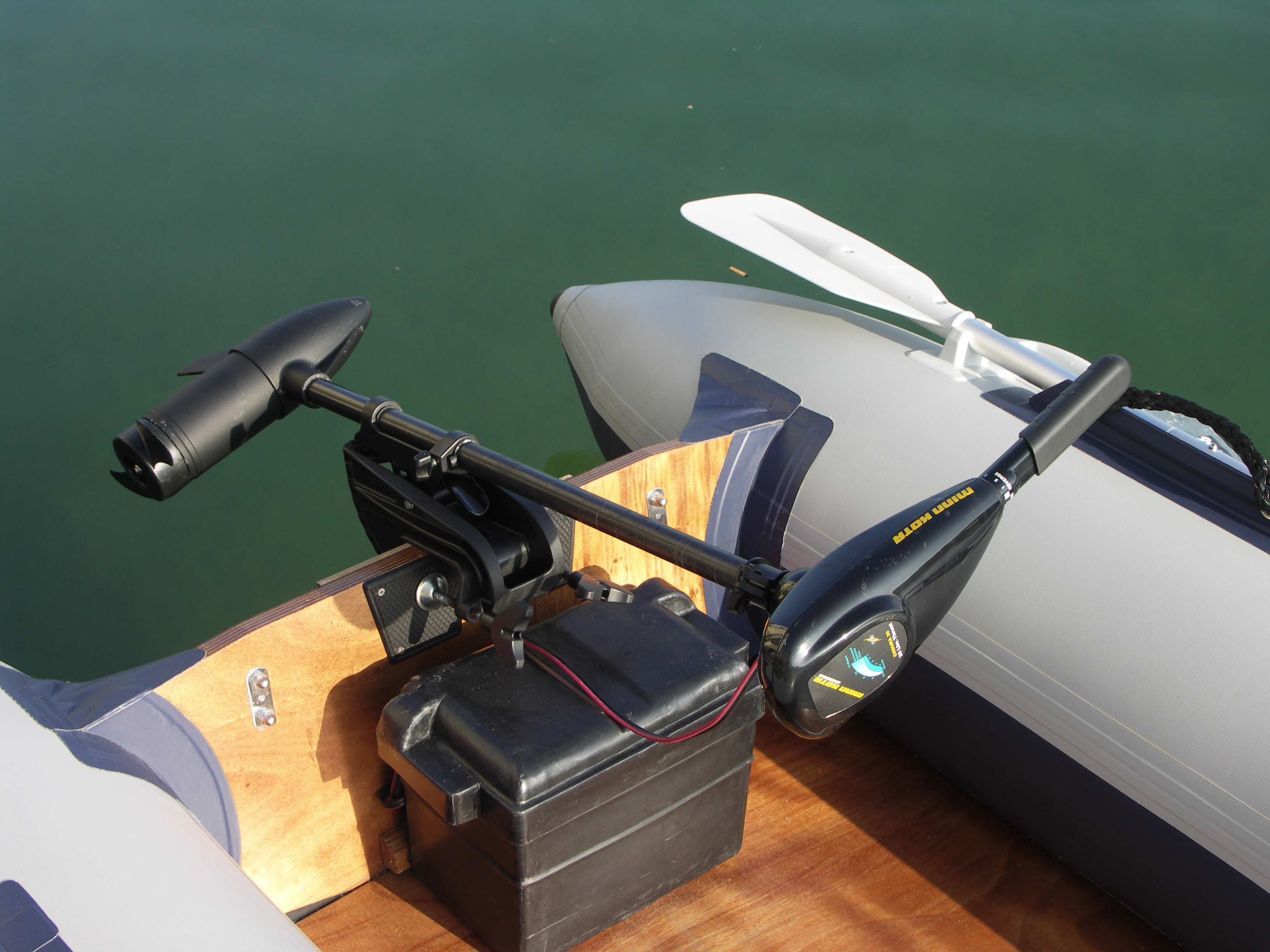
Rein elektrischer Außenbordmotor

Neben dem Betrieb von Dampfmaschinen, der Entwicklung der Dampfturbine und des Dieselmotors wurde ab 1900 ein weiterer Propellerantrieb entwickelt. Den Ausgangspunkt bildeten sowohl die Dampfturbine als auch der Dieselmotor. Der Dampfturbine standen zum Zeitpunkt ihrer Einführung gegenüber der Dampfmaschine neben Vorteilen auch Nachteile (hohe Drehzahl, nicht umsteuerbar) entgegen, letzteres galt anfangs auch für Dieselmotoren. So wurde neben anderen Möglichkeiten auch der elektrische Propellerantrieb als eine Lösung dieser Probleme gesehen. Als erstes wurde das dieselelektrische Prinzip realisiert. Wegen der fehlenden Umsteuerbarkeit der Dieselmotoren half man sich mit den Kombinationen Motor-Generatorsatz und elektrischem Propellermotor. Die ersten Schiffe mit einem Dieselmotor, die kleinen Flusstanker Vandal und Ssarmat, erhielten 1903/1904 derartige Anlagen (die Vandal einen del-Proposto-Antrieb, der vorwärts rein dieselmotorisch und rückwärts dieselelektrisch arbeitete, die Ssarmat einen rein dieselelektrischen Antrieb), die außerdem den Vorteil hatte, dass die Motoren von der Brücke direkt gesteuert wurden.

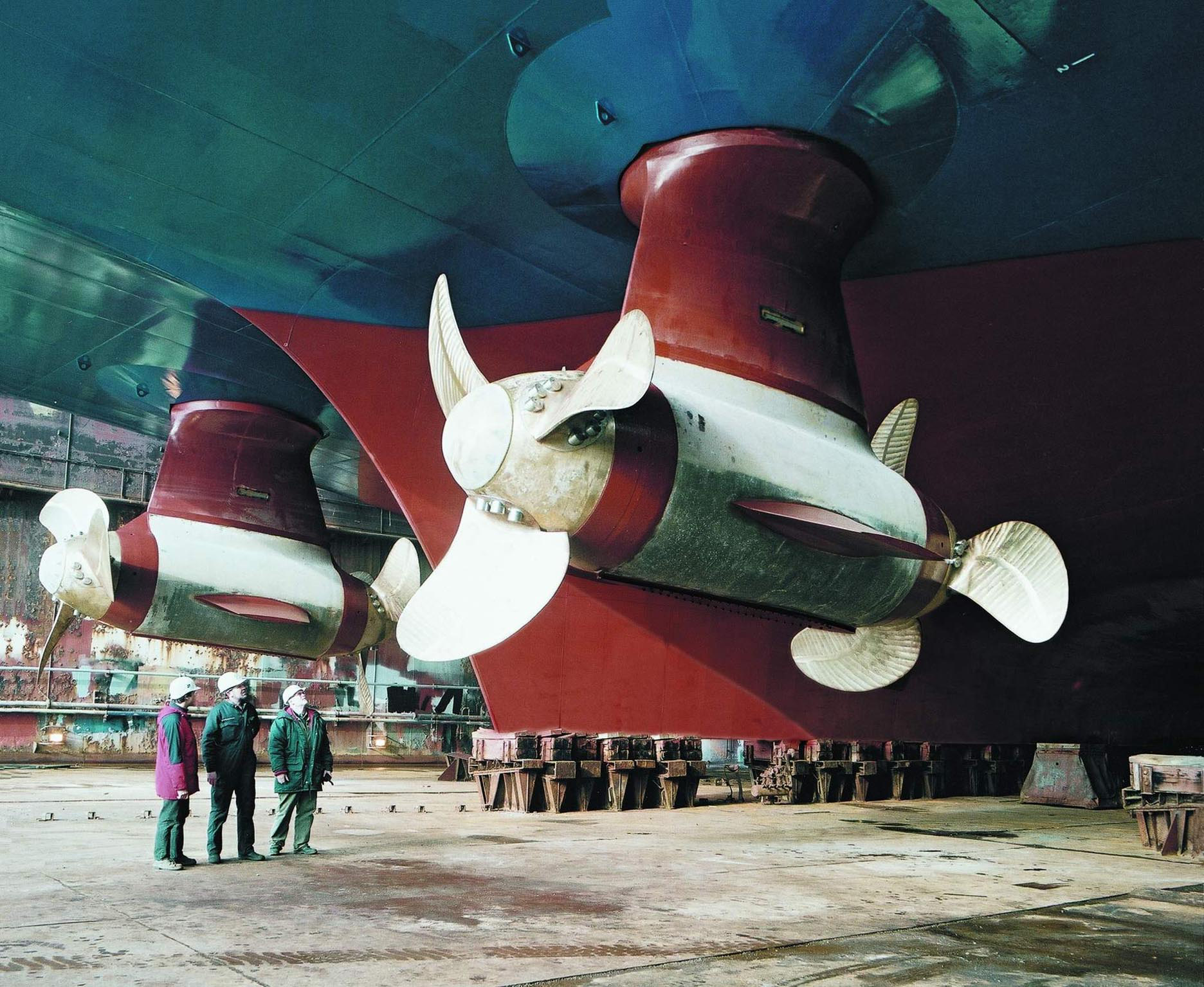
Zwei Pods (Siemens Schottel Propulsor) treiben das TT-Fährschiff an

Dieselelektrischer Antrieb der Ssarmat und der Vandal

Ein turbo-elektrischer Fahrantrieb wurde in Deutschland zuerst 1907 in dem U-Boot-Hebeschiff Vulcan eingebaut, doch blieb dieses Schiff über fast dreißig Jahre das Einzige seiner Art. Erst bei den Turbo-Elektro-Schiffen Scharnhorst und Potsdam griff man wieder auf dieses Prinzip zurück. Seit der Entwicklung von Frequenzumrichtern werden Drehstromanlagen in zunehmendem Maße für den Propellerantrieb eingebaut. Die Vorteile derartiger Anlagen werden vor allem bei Sonderschiffen genutzt.
Auch bei Kreuzfahrtschiffen hat man die Vorteile dieser Antriebe erkannt, hier spielt die platzsparende flexible Bauweise, der unterschiedliche Leistungsbedarf und der vibrations- und geräuscharme Betrieb eine wichtige Rolle. So haben Kreuzfahrtschiffe dieselelektrische Anlagen mit elektrischen Fahrmotoren im Rumpf, die Propeller antreiben. Alternativ dazu werden Pod-Antriebe eingesetzt. Bei diesen befinden sich die elektrischen Fahrmotoren unter Wasser in einer um 360° drehbaren Gondel, treiben die Propeller direkt an und dienen vergleichbar mit einem Außenbordmotor zugleich als Ruder.
Bei Freizeitschiffen kommen mittlerweile vermehrt auch vollelektrische Antriebe mit Akkumulatoren zum Einsatz. Deren Reichweite ist zwar begrenzt, aber als Flautenschieber für Segelboote häufig hinreichend. Auf vielen Seen in Europa sind Verbrennungsmotoren nicht mehr zugelassen oder es werden zumindest keine neuen Zulassungen erteilt. Es gibt auch experimentelle Solarboote.

### Gasturbinen

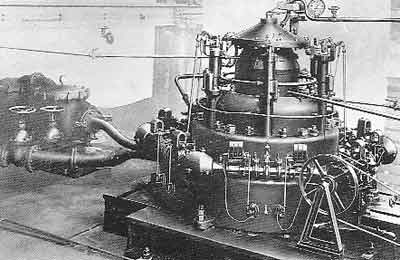
Prototyps der Holzwarth-Gasturbine (eine der ersten Gasturbinen), 1909 auf dem Teststand der Fa. Körting, Hannover

Gasturbinen zum Schiffsantrieb wurden überwiegend als Flugstrahltriebwerke von der Luftfahrtindustrie übernommen, „navalisiert“ (zum Einsatz in Schiffen umgerüstet) und vorwiegend auf Sonderschiffen und in der Marine angewendet. Die Gasturbineneinheit ist in ihrer Grundform, bestehend aus Verdichter, Brennkammer und Gasturbine, eine bestechend einfache und kompakte Maschine. Sie besitzt keine hin- und hergehenden Maschinenteile. Die für den Propellerantrieb erforderliche Drehbewegung wird direkt mit einem gleichförmigen Drehmoment erzeugt und über entsprechende Getriebe auf die geforderte Propellerdrehzahl reduziert. In der Handelsschifffahrt haben sich Gasturbinen trotz mehrerer Versuche (schnelle Fährschiffe, vibrationsarme Kreuzfahrtschiffe) selten durchsetzen können. Sie haben einen deutlich höheren Brennstoffverbrauch und benötigen in der Regel einen qualitativ höherwertigen und teureren Brennstoff. Vorteile sind ein erheblich geringeres Leistungsgewicht und kleinerer Raumbedarf im Vergleich zu den schnell laufenden Dieselmotoren. Die erste in der Schifffahrt eingesetzte Gasturbine wurde als Teil eines dieselelektrischen Antriebes 1951 auf dem Shell-Tanker Auris versuchsweise eingesetzt. Die Auris hatte einen elektrischen Propellerantrieb und vier Dieselgeneratorsätze; etwa ein Viertel der Antriebsenergie konnte von einer Gasturbine erzeugt werden. Nach erfolgreicher Erprobung wurde der Antrieb der Auris 1956 komplett auf eine 4270-kW-Gasturbine umgerüstet, was ihr eine Geschwindigkeit von etwa 13 Knoten ermöglichte.
Die John Sergeant, ein Schiff der Liberty-Klasse (Bauj. 1941), wurde 1956 mit einer Gasturbinenanlage und Verstellpropeller nachgerüstet und gilt als erstes Gasturbinen-Handelsschiff.

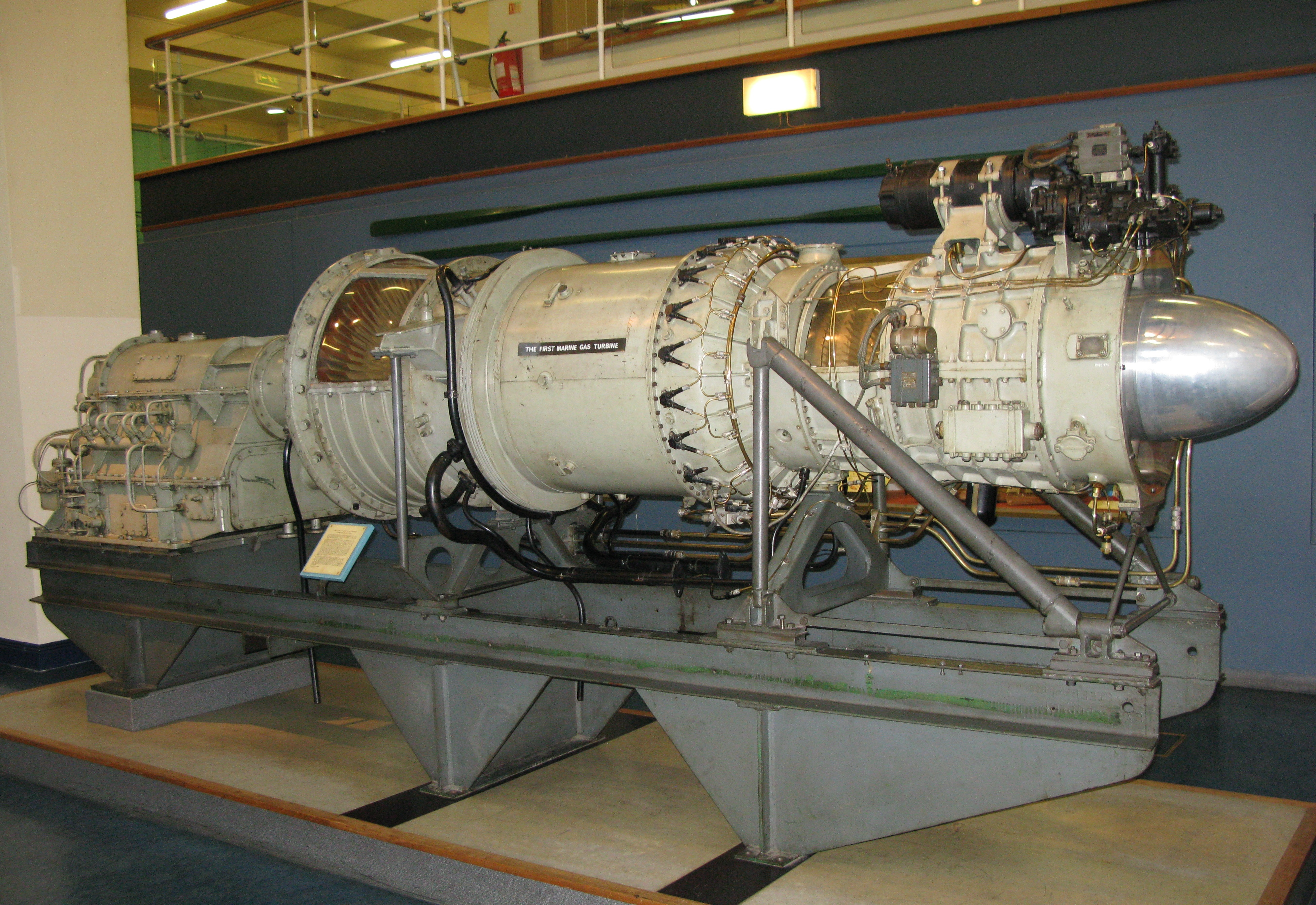
Gasturbine mit Getriebe zum Schiffsantrieb

1958 wurde das erste deutsche Schiff mit einem Gasturbinen-Antrieb, der Heckfänger Sagitta, von der Rickmers Werft abgeliefert. Um die Rückwärtsturbine für den Manövrierbetrieb zu sparen, wurde die Sagitta mit einem Verstellpropeller ausgerüstet. Die Fritz Heckert, ein 1961 von der Mathias-Thesen-Werft, Wismar abgeliefertes Kreuzfahrtschiff, wurde mit einem Gasturbinen-Antrieb und Verstellpropeller ausgerüstet. Ein Hauptgrund für diesen Antrieb war der vibrationsarme Betrieb, der auch heute wieder für die Anwendung derartiger Antriebe auf Kreuzfahrtschiffen dient. Der Erfolg blieb beiden Pionieren mit Gasturbinen-Antrieb versagt, die Sagitta erhielt später einen Dieselmotor-Antrieb; die Fritz Heckert wurde nach geraumer Zeit stillgelegt und wurde zum Hotelschiff.
Der erste Neubau eines Gasturbinen-Frachtschiffs war 1967 die von der U.S. Navy für den militärischen Seetransport gecharterte Adm.Wm.M.Callaghan. Das Zwei-Schrauben-Schiff war mit zwei für den Bordbetrieb umgebauten Flugzeugturbinen vom Typ Pratt & Whitney FT4 mit je 18.375 kW ausgerüstet. Sie erreichte eine Geschwindigkeit von 25,5 Knoten und hielt damit zwei Jahre den Geschwindigkeitsrekord für Frachtschiffe auf dem Atlantik.
Als erstes ausschließlich für den regulären Frachtverkehr gebaute Schiffe betrieb zwischen 1971 und 1981, die Reederei Seatrain Lines mit vier durch P&W-Gasturbinen angetriebene Containerschiffe im regelmäßigen Trans-Atlantik-Frachtverkehr. Als erstes wurde am 24. Oktober 1970 die GTS Euroliner bei der Werft Rheinstahl Nordseewerke in Emden vom Stapel gelassen. Sie wurde von zwei Gasturbinen vom Typ Pratt & Whitney FT4 A-12 mit je 22.700 kW angetrieben. Sie erreichte eine Geschwindigkeit von 26,5 Knoten und verbrauchte dabei täglich etwa 300 Tonnen Treibstoff. Auch sie erzielte damit den Geschwindigkeitsrekord für Frachtschiffe auf dem Atlantik. Unter dem Preisdruck der Ölkrise der 1970er Jahre wurde versucht, die Gasturbinenschiffe auf billigere Brennstoffqualität umzustellen. Da diese Versuche kein befriedigendes Ergebnis brachten, wurden die Schiffe 1982 auf Dieselmotor umgebaut.

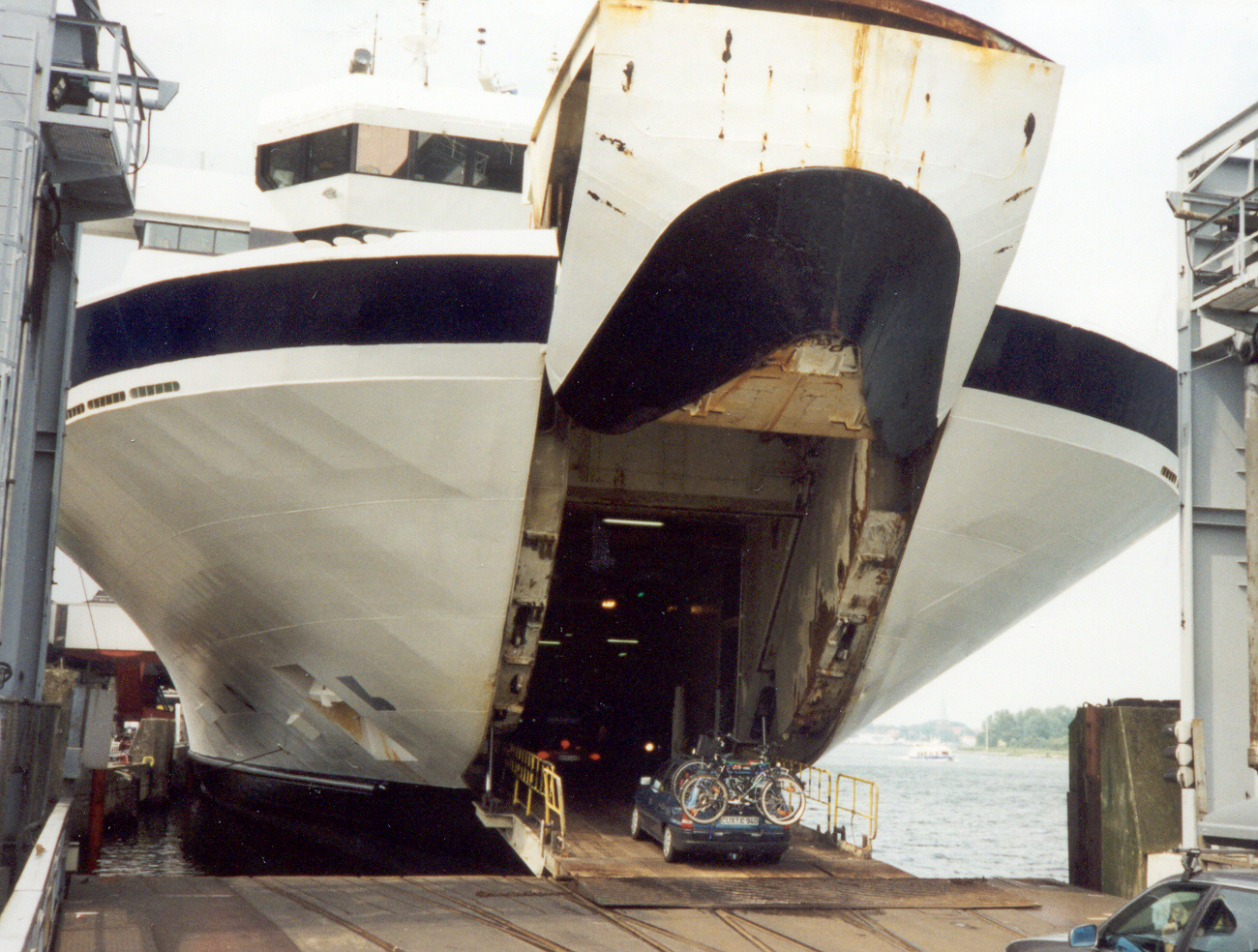
Finnjet, ein RoRo-Fährschiff mit Gasturbinen-Antrieb und Bugklappe

Die Vorteile der Gasturbinen-Antriebe sind in der Handelsschifffahrt nicht ausschlaggebend. Mit Ausnahme von einigen schnellen Containerschiffen und Fährschiffen, die vor der zweiten Ölkrise (1978) gebaut wurden, kamen sie selten zum Einsatz. Die nach 1978 stark steigenden Kraftstoffkosten führten bei diesen Schiffen zu extrem hohen Betriebskosten und zur Umrüstung der Gasturbinen-Containerschiffe auf mittelschnelllaufende Dieselmotoren. Die Finnjet, eine 30 Knoten schnelle Fähre mit Gasturbinen-Antrieb, wurde mit zusätzlichen dieselelektrischen Antrieben versehen, die außerhalb der Hauptsaison einen wirtschaftlichen Betrieb mit einer auf 17–19 Knoten verringerten Geschwindigkeit und weniger Abfahrten ermöglicht.
Für Schiffe mit hoher Leistungskonzentration wie z. B. Marineschiffe oder Schnellfähren sieht es anders aus, hier werden Gasturbinen-Antriebe zunehmend eingesetzt. Auf diesen Schiffen spielen der hohe Kraftstoffverbrauch und die teurere Kraftstoffqualität eine untergeordnete Rolle. Marineschiffe haben teilweise kombinierte Diesel-/Gasturbinen-Antriebe (CODOG). Dabei dienen die Dieselmotoren für die wirtschaftliche Marschfahrt und die Gasturbinen für Höchstfahrt. Einige der neuen Kreuzfahrtschiffe (Millennium-Klasse) erhielten eine kombinierte Anlage aus Gasturbinen und Dampfturbinen (GUD) zum Antrieb von E-Generatoren. Die elektrischen Fahrmotoren zum Propellerantrieb befinden sich in einer Gondel außerhalb des Schiffes (POD-Antrieb). Der hohe Brennstoffverbrauch der Gasturbine wird teilweise durch die Abwärmeausnutzung kompensiert. Der Gasturbine wird ein Abgaskessel zur Dampferzeugung nachgeschaltet; der Dampf versorgt eine Dampfturbine zum Antrieb eines Generators. Inzwischen wurden auf dieser Schiffsserie jedoch leistungsstarke Dieselgeneratoren nachgerüstet.

## Antriebskonzepte
Bei vielen Schiffen wirkt eine Antriebsmaschine auf genau einen Propeller. Das hat den Vorteil, dass der Antriebsstrang sehr einfach aufgebaut ist und damit die Konstruktion, der Betrieb sowie die Wartung und die Instandhaltung günstig ausfallen.
Um einen höheren Gesamtwirkungsgrad bei unterschiedlichen Lastzuständen und eine höhere Ausfallsicherheit des Antriebsstrangs zu erreichen, sind verschiedene Antriebskonzepte entwickelt worden, die unterschiedliche Antriebe so kombinieren, dass die Vorteile beider Antriebe genutzt werden können. Die verschiedenen Antriebe arbeiten dabei über Kupplungen und Getriebe auf einen gemeinsamen Propeller, wobei die Kupplungen meist als selbstsynchronisierende Schaltkupplungen ausgebildet sind.
Kombinierte Antriebe sind komplizierter, schwerer und kosten mehr verglichen mit einfachen Antrieben, bei denen nur eine Antriebsmaschine auf den Propeller wirkt.

### CODAD-Antrieb

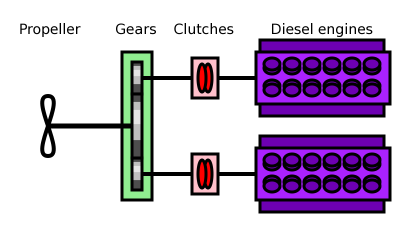
Prinzip eines CODAD-Antriebssystems

Ein CODAD-Antrieb (für Combined Diesel and Diesel) ist ein Schiffsantriebskonzept, bei dem zwei verschiedene Dieselmotoren auf die Antriebswelle(n) geschaltet werden. Der Vorteil dieser Antriebsart ist, ähnlich wie beim verwandten COGAG-Antrieb, der geringe Treibstoffverbrauch, der Nachteil das komplizierte Differentialgetriebe.
CODAD-Antriebe werden insbesondere im Yachtbau eingesetzt. Die ersten Kriegsschiffe, die dieses System erhielten, waren in den 1970er Jahren die MEKO-140-Schiffe der Türkischen Marine. Die Anlage erwies sich als wartungsintensiv.

### COGAG-Antrieb

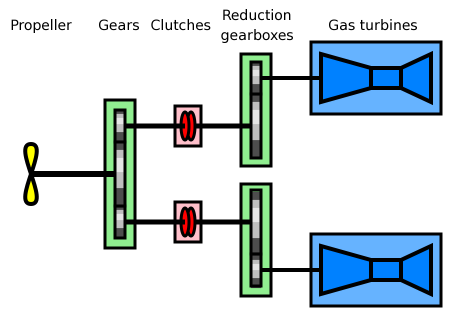
Prinzip eines COGAG Antriebssystems

Ein COGAG-Antrieb (für Combined Gas and Gas) ist ein Schiffsantriebskonzept, bei dem zwei verschiedene Gasturbinen auf die Antriebswelle(n) geschaltet werden. Der Vorteil dieser Antriebsart ist, ähnlich wie beim verwandten CODAG-Antrieb, der geringe Treibstoffverbrauch, der Nachteil das komplizierte Differentialgetriebe.
COGAG-Antriebe werden insbesondere im Kriegsschiffbau eingesetzt. Die ersten Kriegsschiffe, die dieses System erhielten, waren in den 1970er Jahren die Amazon-Klasse der Royal Navy. Die Anlage erwies sich als wartungsintensiv, und das komplizierte System erwies sich bei hohem Seegang als äußerst instabil.

### COGOG-Antrieb

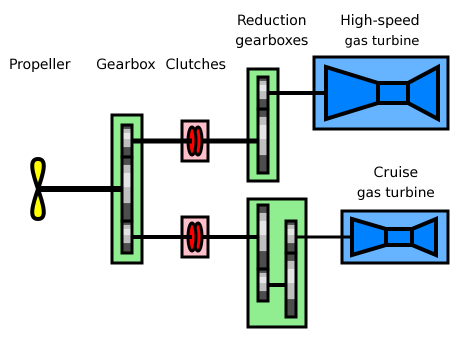
Funktionsprinzip eines COGOG-Antriebs

Ein COGOG-Antrieb (für combined gas or gas) ist ein Schiffsantriebskonzept, bei dem zwei verschiedene Gasturbinen auf die Antriebswellen geschaltet werden können. Eine hocheffiziente, leistungsschwächere Turbine wird für die Marschfahrt verwendet, während eine leistungsstärkere Turbine für hohe Geschwindigkeiten zum Einsatz kommt.
Wie beim COGAG-Antrieb besteht der Vorteil im reduzierten Treibstoffverbrauch, da eine kleine Turbine bei 100 % Leistung weniger Treibstoff verbraucht als eine doppelt so leistungsstarke, die mit 50 % Leistung gefahren wird. Im Unterschied zum COGAG-Konzept werden hier die Turbinen für Marsch- und Schnellfahrt nicht parallel, sondern stets nur einzeln benutzt. Hierdurch kann das Differentialgetriebe des COGAG-Antriebs durch ein einfaches, günstiges und wartungsarmes Stirnradgetriebe ersetzt werden. Der Nachteil ist ein höheres Gesamtgewicht des Antriebs bei derselben Maximalleistung.
COGOG kommt vor allem bei Kriegsschiffen zum Einsatz. Beispiele sind die Fregatten der niederländischen Kortenaer-Klasse und die Zerstörer der kanadischen Iroquois-Klasse.

### COSAG-Antrieb

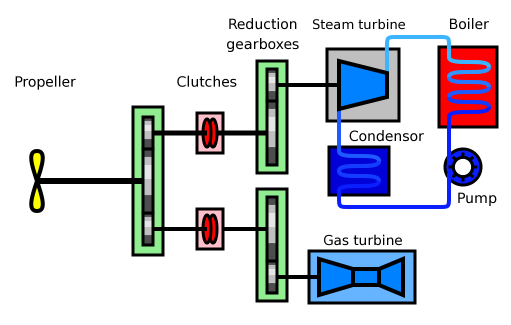
Schema eines COSAG-Antriebs

Ein COSAG-Antrieb (für Combined steam and gas) kombiniert eine Gasturbine mit einem klassischen Dampfturbinenantrieb. Über ein Getriebe kann der Propeller entweder nur von der Dampfturbine, nur von der Gasturbine oder von beiden gemeinsam angetrieben werden. Dieses Antriebskonzept bietet den Vorteil eines klassischen effizienten und bewährten Dampfprozesses und bietet gleichzeitig den Vorteil, die hohe Beschleunigung und die schnelle Anlaufzeit einer Gasturbine zu nutzen. Dieses System wurde vor allem auf der ersten Generation der Gasturbinenschiffe wie der britischen County-Klasse, der britischen und indonesischen Fregatten der Tribal-Klasse sowie auf dem spanischen Flugzeugträger Dédalo eingesetzt.

### CODOG-Antrieb

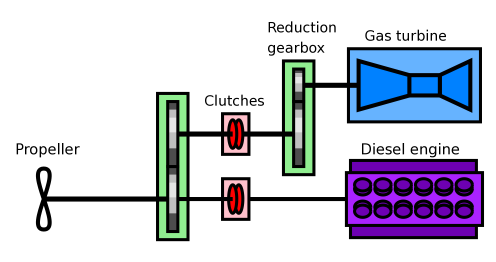
Schema eines CODOG-Antriebs

Ein CODOG-Antrieb (für Combined Diesel Or Gas) ist ein Schiffsantriebskonzept, bei dem Dieselmotoren für Marschfahrt oder Gasturbinen für Höchstgeschwindigkeit auf die Antriebswelle geschaltet werden können.
Der Vorteil des CODOG-Antriebs ist die relativ einfache Ausführung des Hauptgetriebes. Ein Nachteil ist das zusätzliche Gewicht der jeweils nicht im Betrieb befindlichen Antriebskomponente. Frühere CODOG-Antriebe litten häufig unter der Störanfälligkeit beim Umschalten zwischen Dieselmotor- und Turbinenbetrieb. Dieses Problem ist bei modernen Antrieben dieser Form behoben.
CODOG-Antriebe werden insbesondere im Kriegsschiffbau eingesetzt.

### CODAG-Antrieb

Prinzip eines CODAG-Antriebssystems

Ein CODAG-Antrieb (für Combined Diesel And Gas) ist ein Antriebskonzept, bei dem Dieselmotoren und Gasturbinen zusammen auf die Antriebswelle(n) geschaltet werden. Die ersten Schiffe, die mit diesem System gebaut wurden, waren die Fregatten der Köln-Klasse der Bundesmarine.
Der Vorteil eines CODAG-Antriebes liegt im geringeren Treibstoffverbrauch durch die Antriebsdieselmotoren in Verbindung mit kurzfristig zuschaltbaren Gasturbinen für Höchstgeschwindigkeit. Nachteilig ist die komplizierte Auslegung des Sammelgetriebes, da sehr unterschiedliche Leistungen gleichzeitig verarbeitet werden müssen (Größenordnung: Diesel einige tausend kW, Gasturbinen einige zehntausend kW).
CODAG-Antriebe werden häufig im Kriegsschiffbau eingesetzt.

### CODLAG-Antrieb

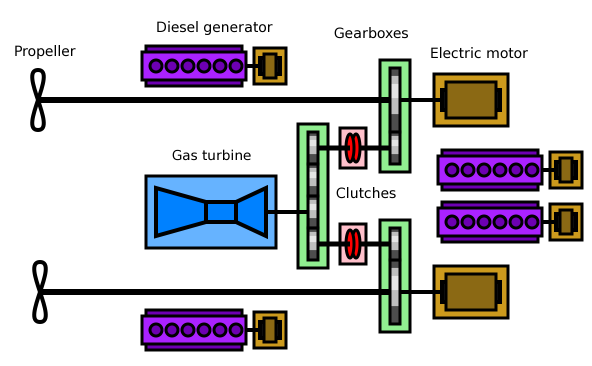
Prinzip des CODLAG-Antriebssystems

Der CODLAG-Antrieb (COmbined DieseleLectric And Gas) ist eine Antriebsart, bei der Dieselgeneratoren Strom für die Elektrofahrmotoren liefern und zur Erreichung der Höchstgeschwindigkeit eine Gasturbine zugeschaltet wird. Dieses System soll in der neuen Fregatte F125 der Deutschen Marine eingebaut werden.
Vorteil dieses Systems ist, dass nur noch ein Typ von Dieselgeneratoren für die gesamte Stromversorgung des Schiffes eingebaut wird, was den Wartungs- und Instandsetzungsaufwand minimiert.
Im Unterschied dazu wird ein System von Dieselmotoren und/oder Gasturbinen, die nur Strom für die Fahrmotoren erzeugen und keine mechanische Verbindung mit den Schraubenwellen besitzen, nicht als CODLAG, sondern als Integrierter elektrischer Antrieb (englisch Integrated electric propulsion [IEP] bzw. Integrated full electric propulsion [IFEP]) bezeichnet.

### CONAS-Antrieb
(Bild fehlt)
Ein CONAS-Antrieb (Abkürzung für englisch combined nuclear and steam propulsion ‚Kombinierter Nuklear- und Dampfantrieb‘) ist ein Schiffsantriebskonzept, bei dem nuklear und konventionell erzeugter Dampf für den Antrieb benutzt wird. Bei Marschfahrt wird dabei nur der von Kernreaktoren erzeugte Dampf verwendet. Zum Erreichen der Höchstgeschwindigkeit werden konventionell befeuerte Dampfkessel hinzugeschaltet. Weiterhin kann bei einem Ausfall der Kernreaktoren das Schiff nur mit konventionell erzeugtem Dampf angetrieben werden.
Der Vorteil dieser Konfiguration ist die Redundanz der Antriebssysteme. Die einzigen Schiffe, die dieses System verwenden, sind die russischen Kreuzer der Kirow-Klasse und das auf einem Rumpf der Kirow-Klasse basierende Kommando- und Aufklärungsschiff Ural (Projekt 1941). Nur konventionell befeuert erreichen Schiffe der Kirow-Klasse maximal 17 kn bei einer Reichweite von 1000 sm. Nuklear angetrieben erreichen sie ca. 25 kn. Unter Zuschaltung aller Dampferzeuger beträgt die Maximalgeschwindigkeit 32 kn.

### IEP-Antrieb

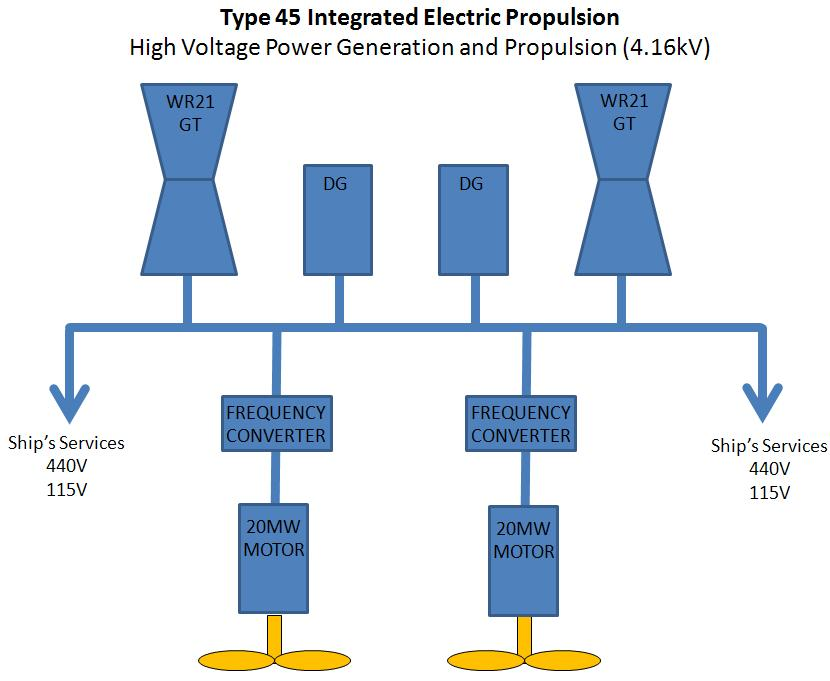
IEP-Antrieb der Daring-Klasse (Typ 45) der britischen Royal Navy

Ein Integrierter elektrischer Antrieb (englisch Integrated electric propulsion [IEP] oder Integrated full electric propulsion [IFEP]) ist ein Schiffsantriebsystem, bei dem Schiffsdieselmotoren und/oder Gasturbinen, Strom für die Fahrmotoren erzeugen und keine mechanische Verbindung mit den Propellerwellen besitzen. Diese Antriebsanlage wird z. B. bei vielen Kreuzfahrtschiffen und den Lenkwaffenzerstörern der Daring-Klasse (Typ 45) der britischen Royal Navy verwendet.

### COGAS-Antrieb

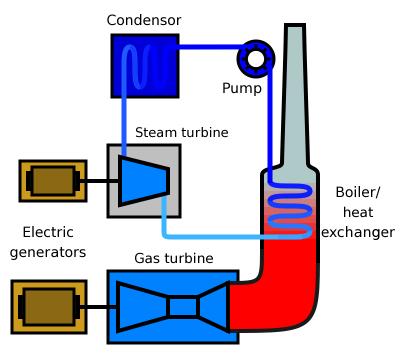
Schema eines COGAS-Antriebs

Ein COGAS-Antrieb (für Combined gas and steam) kombiniert wie der COSAG-Antrieb eine Gasturbine mit einem Dampfturbinenantrieb. Jedoch wird hier der Dampfprozess nicht durch einen Ölbrenner geheizt, stattdessen wird die Abwärme der Gasturbine für den Dampfprozess verwendet.
Ein Beispiel dafür sind die Schiffe der Millenium-Klasse. Diese Schiffe besitzen 2 Gasturbinen und eine Dampfturbine mit denen Generatoren angetrieben werden. Die Fahrmotoren sind allerdings wie in der Grafik beschrieben Elektromotoren, daher wäre diese Antriebsform eigentlich dem IEP zuzuordnen. Da diese Antriebsformen aber ineinander übergehen, ist eine Aufteilung schwierig. Mittlerweile sind die Millenniumschiffe zusätzlich mit einem Dieselmotor ausgerüstet.
In diesem Fall dient der Dampfprozess dazu, die im Abgas enthaltene Exergie für den Antrieb zu nutzen und so den Treibstoffverbrauch zu senken. Im Unterschied zu den anderen vorgestellten Antriebskonzepten wäre es hier nicht wirtschaftlich, ein Antriebskonzept separat zu betreiben.

### CODAS-Antrieb
(Bild fehlt)
Ein CODAS-Antrieb (für Combined Diesel and steam) kombiniert einen Dieselmotor mit einem Dampfturbinenantrieb. Jedoch wird hier der Dampfprozess nicht durch einen Ölbrenner geheizt, stattdessen wird die Abwärme eines oder mehrerer Dieselmotoren für den Dampfprozess verwendet.
Dieses Verfahren wurde erstmals auf den Schiffen der Triple-E-Klasse realisiert. Dabei treibt eine Dampfturbine einen Generator an, der elektrische Energie für die Bordelektik und zum Antrieb produziert. Die elektrische Energie wird mittels Wellengeneratoren/Wellenmotoren auf die beiden Propellerantriebswellen übertragen.
In diesem Fall dient der Dampfprozess dazu, die im Abgas enthaltene Exergie für den Antrieb zu nutzen und so den Treibstoffverbrauch zu senken. Im Unterschied zu den anderen vorgestellten Antriebskonzepten wäre es hier nicht wirtschaftlich, ein Antriebskonzept separat zu betreiben.